# 鯉ヶ窪湿原

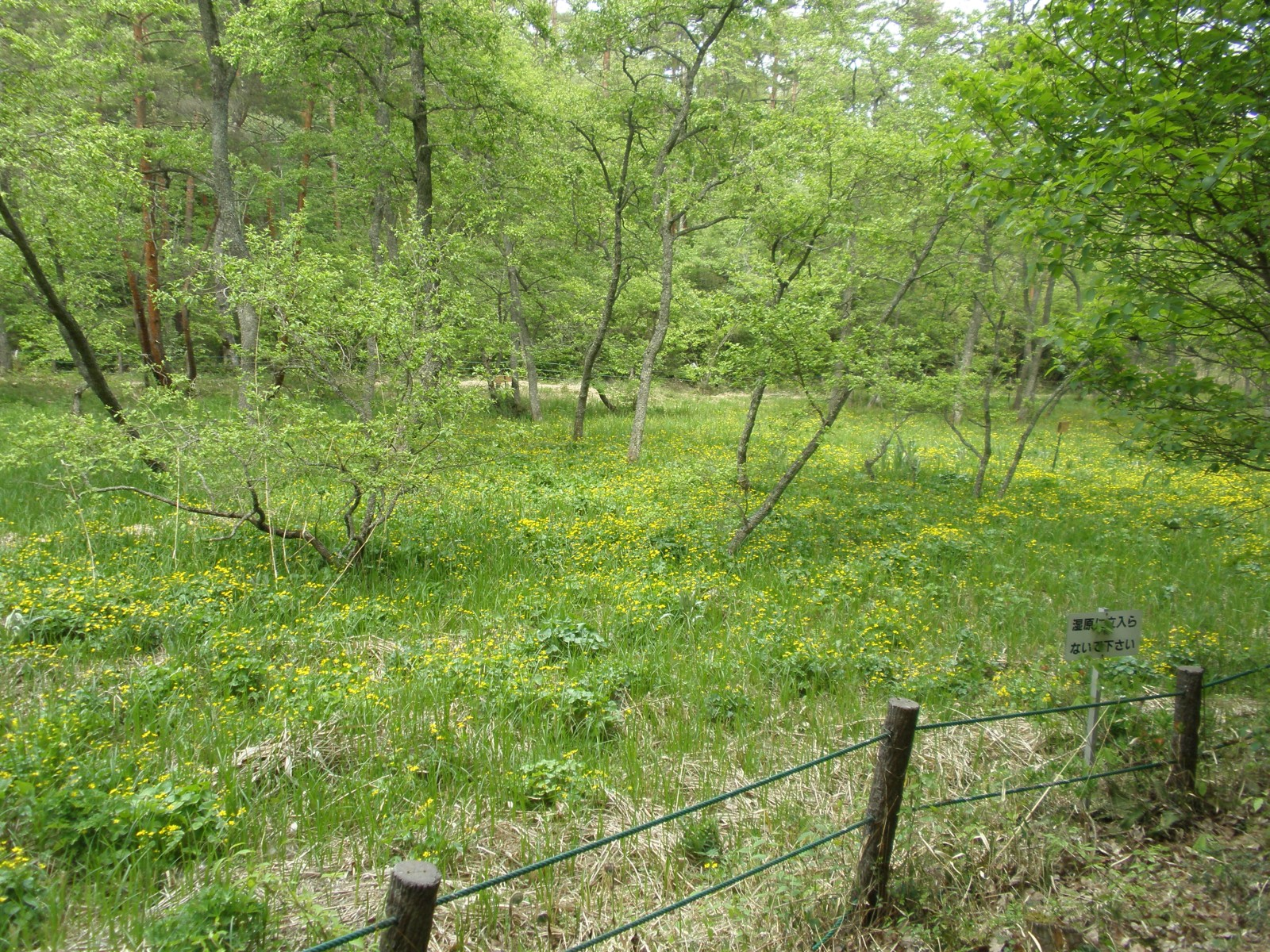
鯉ヶ窪湿原に咲くリュウキンカ

鯉ヶ窪湿原（こいがくぼしつげん）は、岡山県新見市にある湿原。オグラセンノウ、ビッチュウフウロ、ミコシギクなど300種を超える植物が自生する地域で、「鯉ヶ窪湿性植物群落」として1980年3月6日に日本の天然記念物に指定されている。「西の尾瀬沼」とも形容される。

## 概要

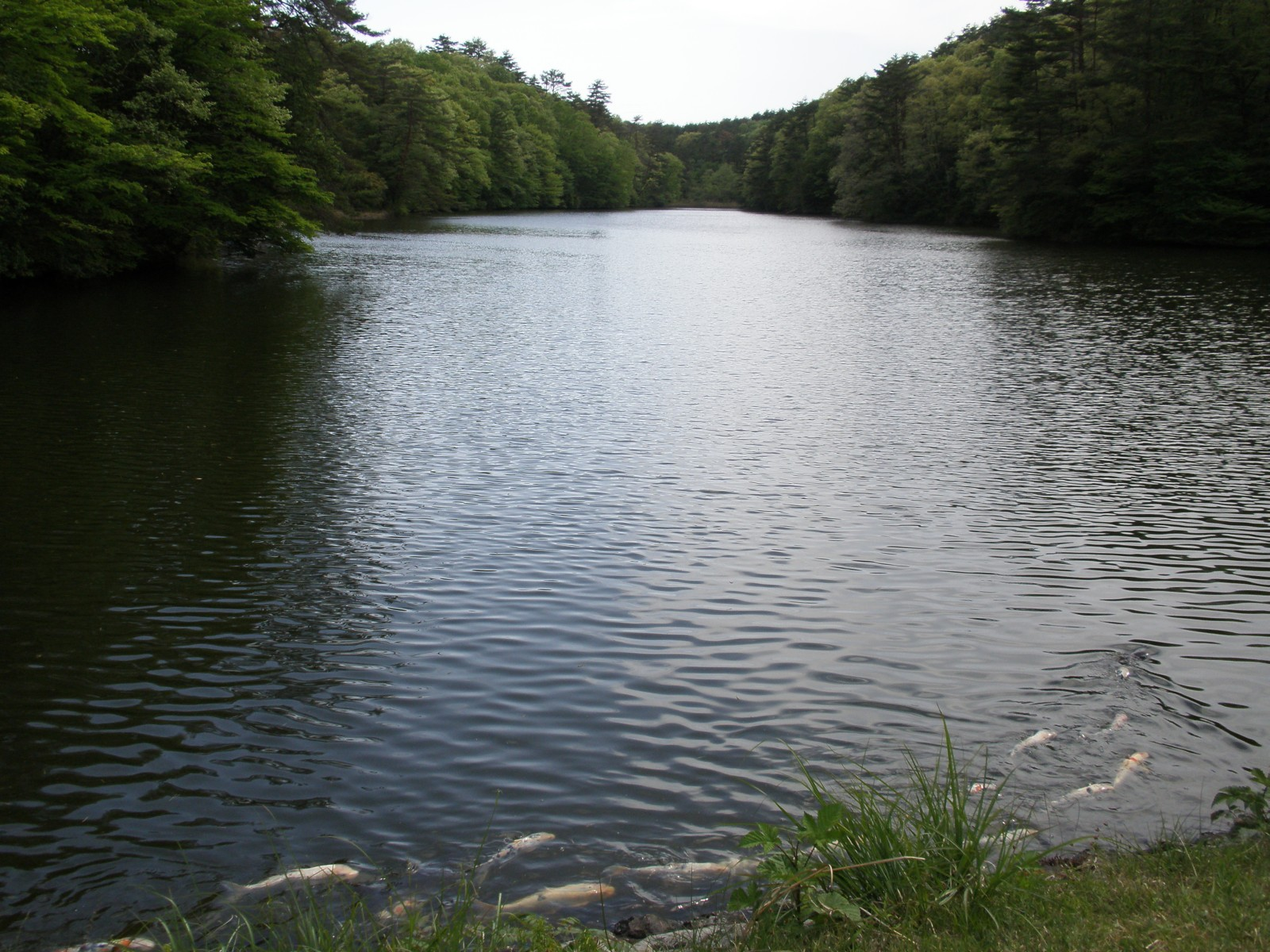
鯉ヶ窪池

吉備高原の北西部、標高550mにある鯉ヶ窪池の上流部に集中して広がっている。その面積は3.6haであり、木の遊歩道を一周すると2.4kmにおよぶ。春のリュウキンカから始まって秋のスイランが終わるまで、季節ごとに違う花が楽しめるのが特徴である。

## 歴史
鯉ヶ窪湿原は1920年、植物研究家小坂弘によって初めて紹介がなされた。1952年岡山県の天然記念物に指定されたがその後指定解除、周辺一帯が総合商社によって買い上げられ土地開発の対象地となった。しかし、付近住民の強い反対もあり、商社は開発を中止、管理を哲西町（現在は新見市と合併）に委託することとなる。哲西町は湿原の周囲を柵で囲い、遊歩道や案内板の整備を行い、湿原の保護に積極的に取り組んだ。1977年に国の天然記念物に指定されたこともあり、鯉ヶ窪湿原は哲西町によって買い上げられ、現在は新見市哲西町が保護管理にあたっている。2002年に岡山県自然環境保全地域の指定を受けている。

## 鯉ヶ窪祭
鯉ヶ窪祭は1990年より地元の町興しとして毎年5月3日実施されている祭りで、哲西町で古くから行われていた「太鼓田植え」の実演や、草餅や大野部焼の販売が行われている。

## 群生する植物
- リュウキンカ - 春に黄色の花を咲かせるキンポウゲ科の植物。
- オグラセンノウ - 夏に朱色の花を咲かせるナデシコ科の植物。
- サギソウ - 夏に白鷺のごとき花を咲かせるラン科の植物。
- ビッチュウフウロ - 夏から秋にかけて赤紫色の花を咲かせるフウロソウ科の植物。
- ミコシギク - 秋に白い花を咲かせる絶滅が危惧されているキク科の植物。
- コタヌキモ - 捕虫袋を持つタヌキモ科の植物。
- ドクゼリ - セリ科の有毒植物。
- ケハンノキ - カバノキ科の植物。

## アクセス
- 中国自動車道・新見ICから車で30分、東城ICから20分。